# Референдум в Южной Осетии (2011)
Референдум в Южной Осетии о предоставлению русскому языку статуса государственного прошёл 13 ноября 2011 года одновременно с президентскими выборами. На голосование был вынесен вопрос: «Согласны ли Вы, чтобы государственными языками в Республике Южная Осетия являлись осетинский и русский?». До тех пор статус государственного имел лишь осетинский язык. Русский язык, а также в некоторых случаях грузинский, имели статус официального. Формулировку вопроса критиковал бывший вице-спикер парламента И. Д. Мамиев, указывая, что следовало в вопросе сформулировать, как будет звучать в случае принятия поправок новая редакция статьи 4 Конституции. Действующий президент Кокойты выразил поддержку приданию статуса государственного русскому языку. Изначально проведение референдума планировалось 11 сентября, но в августе было перенесено.
По окончательным результатам, из 23 737 принявших участие в референдуме избирателей 19 797 (83,4 %) проголосовали «за», 3902 (16,44 %) — «против».
5 апреля 2012 года Парламент Южной Осетии в ходе пленарного заседания принял Конституционный закон «О государственных языках Республики Южная Осетия». 6 июня 2012 года закон был одобрен в окончательном чтении. Русский язык стал одним из двух государственных языков.